# معاملة المثليين في أستراليا الغربية
يتمتع الاشخاص المثليون والمثليات ومزدوجز التوجه الجنسي والمتحولون جنسياً (اختصاراً: مجتمع الميم) في الولاية الأسترالية أستراليا الغربية بالحقوق القانونية ذاتها التي يتمتع بها غيرهم من المغايرين جنسيا.
وقد شهدت حقوق المثليين تقدما كبيرا منذ بداية القرن ال21، مع تمرير برلمان أستراليا الغربية الإصلاحات القانونية الشاملة في عام 2002. قامت الولاية الأسترالية بإلغاء تجريم المثلية الجنسية بين الرجال في عام 1990، وكان أول ولاية تمنح حقوق التبني الكاملة للأزواج المثليين في عام 2002. ومع ذلك، يحظر قانون تأجير الأرحام 2008 الأشخاص العازبين والشركاء المثليين من اتفاقيات تأجير الأرحام غير التجاري، مما يجعل أستراليا الغربية الولاية القضائية الوحيدة داخل أستراليا التي لا تزال تحافظ على هذا الحظر، ولكن يوجد مشروع قانون في الانتظار لإلغاءه.

## قانونية النشاط الجنسي المثلي
في ديسمبر 1989، تم تمرير برلمان أستراليا الغربية قانون الإصلاح القانوني (إلغاء تجريم السدومية) 1989 الذي ألغى تجريم النشاط الجنسي المثلي الخاص بين شخصين مثليين ودخل حيز التنفيذ في مارس 1990. وكان القانون واحدا من أقسى إصلاح القوانين حول المثلية الجنسية في أستراليا، لأنه جعل السن القانونية للنشاط الجنسي المثلي عن أفعال الجنس المثلي بين الرجال 21 سنة، في حين خفض السن القانونية للنشاط الجنسي المثلي إلى 16 سنة. كما أنشأ القانون جرائم جديدة موجهة ضد المثليين جنسياً بموجب قانون الولاية، بما في ذلك جعل جريمة لشخص «أن يشجع السلوك المثلي كجزء من التدريس في أي مؤسسات تعليمية ابتدائية أو ثانوية...» أو يتخذ سياسة عامة فيما يتعلق بالترويج غير المحدد للسلوك المثلي.
حقق الأشخاص المثليون في أستراليا الغربية المساواة في السن القانونية للنشاط الجنسي في عام 2002 من خلال قانون تعديل القوانين (إصلاح قانون المثليين والمثليات) 2002، الذي ألغى أيضًا القوانين فيما يتعلق بمنع تشريع السلوك المثلي في السياسة العامة وفي المؤسسات التعليمية.

### برنامج إلغاء الإدانات التاريخية
كانت أستراليا الغربية واحدة من آخر الولايات القضائية الأسترالية التي أصدرت قانونًا يسمح للأفراد بالتقدم بطلب لإلغاء إدانة المثليين أو التهم المنسوبة من سجلاتهم الجنائية.
بعد إلغاء تجريم المثلية الجنسية في عام 1990، لم تفلح محاولات إصلاح القانون إلا في منتصف عقد 2010. في أبريل 2016، قدمت جمعية القانون في أستراليا الغربية اقتراحًا مفصلاً إلى المدعي العام للولاية، أوصت بتنفيذ مخطط للسماح للأفراد الذين أدينوا بجريمة مثليّة تاريخية بالتقدم بطلب لإلغاء هذا الإدانة. قبل انتخابات الولاية لعام 2017، ناقش كلا الحزبين الرئيسيين في أستراليا الغربية احتمال إلغاء الجرائم المثلية بالتراضي، مع تعهد حزب العمال المعارض بتنفيذ مثل هذا المخطط إذا تم انتخابه وإشارة حكومة الائتلاف إلى النظر في الاقتراح. بعد الفوز بسهولة في الانتخابات، قامت حكومة مارك ماكغوان بتقديم تشريع الإلغاء (مشروع قانون الإلغاء التاريخي للإدانات التاريخية المثلية 2017) إلى الجمعية التشريعية في 1 نوفمبر 2017. ويتطلب التشريع المتقدمين لحذف السجل للقيام باختبار إلزامي لضمان سلوكهم يشكل جريمة تاريخية مثلي الجنس. تؤخذ موافقة جميع الأطراف والأعمار المعنية في ذلك الوقت في الاعتبار ويمكن لأفراد أسر الضحايا المتوفين التقدم بطلب لإلغاء الإدانة نيابة عنهم. أقرت الجمعية التشريعية مشروع القانون في 22 فبراير 2018، وأقره المجلس التشريعي مع تعديلات مرفقة في 23 أغسطس. أقرت الجمعية التشريعية تعديلات المجلس التشريعي في 11 سبتمبر 2018، وحصل مشروع القانون على الموافقة الملكية في 18 سبتمبر 2018. ودخل القانون حيز التنفيذ في 15 أكتوبر 2018.
تعتبر مخططات الإلغاء أو الإدانة التاريخية متاحة قانونيا في جميع الولايات القضائية الأسترالية الأخرى.

### الاعتذار البرلماني
في 1 نوفمبر 2017، أصدر زعيم حزب العمال في أستراليا الغربية ورئيس وزراء أستراليا الغربية، مارك ماكغوان اعتذارا رسميا في برلمان أستراليا الغربية لمجتمع المثليين والمثليات ومزدوجي التوجه الجنسي والمتحولين جنسيا وثنائيي الجنس في أستراليا الغربية عن القوانين المعادية للمثليين في الماضي.

## الاعتراف القانوني بالعلاقات المثلية
يتم الاعتراف بالاتحادات بحكم الأمر الواقع في أستراليا الغربية. أصدر البرلمان قرارا يدعو الحكومة الاتحادية إلى تصويت الضمير على مشروع قانون زواج المثليين في سبتمبر عام 2015. وخلال انتخابات الولاية في عام 2017، قال زعيم حزب العمال مارك مكجوان إن الحزب ينظر في تشريع الاتحادات المدنية إذا شكل حزب العمال الحكومة بعد الانتخابات.

### الاتحادات بحكم الأمر الواقع
أستراليا الغربية هي واحدة من ولايتين قضائيتين في أستراليا (الآخرى هي الإقليم الشمالي) أين لا يتم تقديم سجلات للعلاقات وخطط شراكة محلية رسمية للشركاء المثليين. بدلاً من ذلك، يوفر قانون الولاية للشركاء المثليين اتحادات بحكم الأمر الواقع، والتي تم الاعتراف بها بموجب قانون الأسرة في أستراليا الغربية منذ عام 2002. من أجل الاعتراف بالشركاء المثليين رسميًا على أنه اتحاد بحكم الواقع، أو لقيام الشركاء المثليين بحكم الأمر الواقع إجراءات الطلاق، تكلف محكمة الأسرة في أستراليا الغربية بالسماح بذلك الاعتراف أو الطلاق. تعترف قوانين الولاية هذه بحقوق الشركاء المثليين كأناس من أقرب الأقارب، والاعتراف بتقاعد الشريك والتعويض في حالة وفاته، وسط مجموعة كاملة من الأمور الأخرى. يعتبر الشركاء المثليون في أستراليا الغربية وعلاقاتهم مشمولة أيضاً بالقانون الفيدرالي، مما يضمن حصول الشركاء المثليين على نفس الاستحقاقات مثل الأزواج المتزوجين.

### برامج إعلان العلاقة
تتوفر برامج إعلان العلاقة في مكانين داخل أستراليا الغربية، وهما مدينة فنسنت، ومدينة بورت هيدلاند.

### زواج المثليين
أصبح زواج المثليين قانونياً في أستراليا الغربية، وفي بقية أستراليا، في ديسمبر 2017، بعد أن أقر البرلمان الفيدرالي قانونًا يجيز زواج المثليين.

## التبني وتنظيم الأسرة
يُسمح للأزواج والشركاء المثليين بالتبني في أستراليا الغربية نتيجة لقانون تعديل القوانين (إصلاح قانون المثليين والمثليات) 2002 والذي عدل بدوره قانون التبني 1994 ليشمل الشركاء المثليين بوصفهم مؤهلين لتبني طفل وتشمل الأحكام أيضا تبني أحد الشريكين للطفل البيولوجي للشريك الآخر.
منذ أبريل 2018، تسمح جميع السلطات القضائية الأسترالية قانونيا للأزواج والشركاء المثليين بتبني الأطفال.
قانون عام 2002 واسع النطاق حيث يعدل أيضًا العديد من القوانين الأخرى لتمكين الشركاء المثليين من الحصول على تقنيات التلقيح بالمساعدة بما في ذلك التلقيح الصناعي والتلقيح الاصطناعي. ينص القانون كذلك على أن الشريكة المثلية بحكم الأمر الواقع للامرأة احامل من خلال تقنيات الإنجاب بالمساعدة يتم اعتبارها تلقائيًا الأم القانونية الثانية لذلك الطفل لغرض قانون الولاية. يمكن للشركاء المثليين، اللذين يستخدمون التلقيح الصناعي أو التلقيح الاصطناعي معًا (أي الطرفن الموجودان كشريكين طوال فترة العلاج)، الحصول على كلا الاسمين في شهادة الميلاد بمجرد ولادة الطفل.
وفيما يتعلق بحقوق تأجير الأرحام، تحظر أستراليا الغربية (مثل جميع الولايات القضائية في أستراليا) تأجير الأرحام التجاري، كما أنها الولاية الوحيدة في أستراليا التي تحظر تأجير الأرحام غير التجاري للأشخاص العزاب والشركاء والأزواج المثليين، يعرف قانون تأجير الأرحام 2008 عملاء تأجير الأرحام المؤهلين ك«... شخصين من جنسين مختلفين متزوجين أو تربطهما علاقة بحكم الأمر الواقع مع بعضهما البعض». كشفت حكومة الولاية أنه سيتم إجراء مراجعة مستقلة للقيود، وكذلك الجوانب الأخرى لتشريع تقنيات الإنجب بالمساعدة، في عام 2018. في أغسطس 2018، تم تقديم مشروع قانون في برلمان أستراليا الغربية للسماح بتأجير الأرحام غير التجاري للأزواج والشركاء المثليين من الرجال والرجال العزاب. مررت الجمعية التشريعية مشروع القانون في 9 أكتوبر 2018. كان سيتم مناقشة مشروع القانون من قبل المجلس التشريعي على مدى عدة أيام في أوائل عام 2019. في ذلك الوقت، نظم النائب المحافظ عن الحزب الليبرالي نك غويران ماراثون ضد التشريع. تحدث غويران بشكل مستمر لأكثر من 20 ساعة من الوقت البرلماني الممتد على مدار عدة أشهر، مما أخر مزيدًا من النقاش حول مشروع القانون وقال إنه يتمنى أن ينظر البرلمانيون الآخرون في تقرير حول القضية أصدرته الحكومة في الشهر السابق. بموجب قواعد المجلس، فإن الطريقة الوحيدة لإيقاف غويران هي إزالة مشروع القانون من جدول الأعمال اليومي. في 10 أبريل 2019، وافق المجلس على اقتراح غوران بإحالة مشروع القانون إلى لجنة التشريع في البرلمان. أصدرت اللجنة تقريرها في أواخر يونيو.

## الحماية من التمييز
أقرت أستراليا الغربية قانون تكافؤ الفرص في الولاية في عام 1984. فشل هذا التشريع في تضمين التوجه الجنسي ضمن قائمة من السمات المصممة لحماية الأشخاص من التمييز. تم تصحيح هذا في عام 2002، عندما عدل قانون تعديل القوانين (إصلاح قانون المثليين والمثليات) 2002 قانون عام 1984 ليشمل التوجه الجنسي، وحماية المثليين والمثليات ومزدوجي التوجه الجنسي في مجالات العمل والتعليم والسكن وتوفير السلع والخدمات والمرافق، بين مجموعة من الجوانب الأخرى للحياة العامة. توفر هذه القوانين تقنيًا حماية أقل للسكان المتحولين جنسيا في أستراليا الغربية، المصنفين في قانون تكافؤ الفرص ولجنة تكافؤ الفرص في أستراليا الغربية ك«تاريخ الجندر»؛ توفير الحماية لأولئك الذين أعادوا تحديد الجنس على النحو المعتمد بموجب قانون إعادة تحديد الجنس 2000. في أكتوبر 2018، كشفت الحكومة العمالية أنها ستقدم قانون تكافؤ الفرص لمراجعة لجنة إصلاح القانون بالولاية، وهو الإعلان الذي جاء بعد أن قال رئيس الوزراء مارك مكغوان إنه «غير مرتاح شخصيًا» مع المدارس الدينية التي تميز ضد الطلاب والعمال المثليين.
يحمي القانون الفيدرالي أيضًا الأشخاص من مجتمع الميم في أستراليا الغربية في شكل قانون تعديل التمييز على أساس الجنس (التوجه الجنسي، الهوية الجندرية وحالة ثنائية الجنس) 2013.

### المدارس والتلاميذ المثليون
قام المدارس الآمنة ببرنامج مكافحة البلطجة المثليين في المدارس في جميع أنحاء البلاد في إطار مبادرة فيدرالية لمكافحة التنمر المعادي للمثليين في المدارس، والذي اقترح بحث أنه سائد في المدارس الأسترالية. ومع ذلك، في عام 2015 و 2016 واجه برنامج المدارس الآمنة انتقادات من المحافظين الاجتماعيين بتهمة تلقين الأطفال «الماركسية النسبية ثقافيا» والمفاهيم الجنسية والجندرية غير المناسبة في السن في المدارس، في حين انتقد آخرون وجهات النظر السياسية الماركسية لروز وارد، وهي شخصية رئيسية في البرنامج.
بعد أن أعلنت الحكومة الفيدرالية لمالكولم تورنبول أنها لن تجدد تمويل البرنامج عندما انتهى التمويل في منتصف عام 2017، اقترحت الأحزاب السياسية في أستراليا الغربية مقاربات مختلفة في الفترة التي تسبق انتخابات عام 2017. أعلن الحزب الليبرالي أنه سيسمح للبرنامج بالاستمرار إذا ما نجح في إعادة انتخابه. أكد حزب العمال الأسترالي في أستراليا الغربية أنه سيمول البرنامج بالكامل في أستراليا الغربية إذا فاز بالانتخابات، بينما يدعم حزب الخضر في أستراليا الغربية استمرار البرنامج. أسفرت انتخابات عام 2017 عن فوز حزب العمال الأسترالي بقيادة مارك ماكغوان وهزيمة خصوم المدارس الصريحة بيتر أبيتز.و جو فرنسيس، وغيرهم.
تم الترحيب بنتيجة الانتخابات من قبل النشطاء المثليين، الذين طالبوا أيضًا حكومة ماكغوان القادمة لتشجيع المزيد من مدارس أستراليا الغربية على تبني البرنامج، الذي يوفر موارد تدريب للمعلمين.

## الهوية الجندرية والتعبير عنها
يعترف قانون أستراليا الغربية بتغيير جنس الشخص. قبل عام 2012، طلبت الولاية من الشخص الخضوع للتعقيم قبل الموافقة على تحويل الجنس. تم إلغاء هذا الشرط عندما قضت المحكمة العليا في أستراليا، في قضية آي بي ضد أستراليا الغربية في عام 2012، بأن اثنين من الرجال المتحولين جنسياً الذين خضعوا لعمليات استئصال الثدي والعلاج الهرموني لم يحتاجوا للخضوع للتعقيم للحصول على شهادة للاعتراف بالجنس الجديد. في أغسطس 2018، قدمت الحكومة تشريعا إلى برلمان أستراليا الغربية ألغى شرط أن يكون الشخص «غير متزوج» لتغيير الجنس في شهادة الميلاد. وافقت الجمعية التشريعية على مشروع القانون في 20 نوفمبر 2018 ومرره المجلس التشريعي في 12 فبراير 2019. تلقى مشروع القانون الموافقة الملكية في 19 فبراير 2019 ودخل حيز التنفيذ في 19 مارس 2019.

## حقوق ثنائيي الجنس
في مارس 2017، شارك ممثلون عن مجموعة دعم متلازمة نقص الأندروجين في أستراليا ومنظمة ثنائيي الجنس الدولية الأسترالية شارك في «بيان دارلينغتون» التوافقي الأسترالي أوتياروا/النيوزيلندي من قبل منظمات المجتمع ثنائيي الجنس وغيرها. يدعو البيان إلى الإصلاح القانوني، بما في ذلك تجريم التدخلات الطبية التي يمكن تأجيلها للأطفال ثنائيي الجنس، وتحسين الوصول إلى دعم الأقران. وتدعو إلى وضع حد للتصنيف القانوني للجنس، وذكرت أن التصنيفات القانونية الثالثة، مثل التصنيفات الثنائية للجنس، كانت قائمة على العنف الهيكلي وفشلت في احترام التنوع و«حق تقرير المصير»

## السياسة
يدعم حزب العمال والخضر عمومًا حقوق المثليين، بينما يميل الحزب الليبرالي إلى أن يكون أقل من ذلك. على النقيض من الليبراليين في أستراليا الغربية ونظرائهم في الحزب الوطني في الولايات الشرقية، فإن الحزب الوطني في أستراليا الغربية تقدمي اجتماعيًا ويدعم إلى حد كبير حقوق المثليين، مع اعتراف رئيسه السابق بريندون غريلز بمجتمع المثليين والمثليات في خطابه الأول في مؤتمر الحزب للحزب الوطني في أستراليا الغربية تمرير اقتراح عام 2006 لصالح الاتحادات المدنية.
في عام 2002، قدم النائب العام جيم مكغينتي عن حزب العمل ورئيس حزب الخضر في أستراليا الغربية غيز واتسون مجموعة من المقترحات التشريعية لإصلاح القوانين الشاملة حول مجتمع المثليين، والتي تضمنت السماح بتبني المثليين للأطفال، وحقوق الوالدين للشريكات المثليات للأطفال، مما يسمح للشركاء المثليين بالوصول إلى محكمة الأسرة في أستراليا الغربية الأكثر فاعلية من حيث التكلفة لحل منازعاتهم وكذلك تحقيق المساواة في السن القانونية للنشاط الجنسي على 16 سنة لكل من النشاط الجنسي المثلي والنشاط الجنسي المغاير. ونتيجة لذلك أصبحت أستراليا الغربية أول ولاية أسترالية تسمح بتبني المثليين للأطفال وأول مكان في أستراليا أين تبنى شريكان مثليان طفلا، والذي حدث في عام 2007.
تمت معارضة إصلاحات مكغينتي-واتسون لعام 2002 من قبل الليبراليين في أستراليا الغربية في ذلك الوقت، والذين كانوا في ذلك الوقت بقيادة كولين بارنيت. في سياستهم لعام 2002 «الأسرة أولاً - تحديد الفرق»، وعد الليبراليون بإلغاء الإصلاحات ورفع السن القانون للنشاط الجنسي المثلي من سن 16 إلى 18 عامًا. لم يشكِّل الليبراليون الحكومة حتى عام 2008، ولم يغيروا إصلاحات قوانين المثليين بعد توليهم الحكم. قبل هزيمتهم في انتخابات الولاية 2017 كان عدد من السياسيين الليبراليين، بما في ذلك جو فرنسيس وبيتر أبيتز معارضين لحقوق المثليين مثل زواج المثليين وبرامج مكافحة التنمر المثليين.
في انتخابات عام 2017، وعدت حكومة مارك مكغوان القادمة بأنها ستستمر في تمويل برنامج مكافحة المدارس الآمنة، وإدخال برنامج إلغاء الإدانات التاريخية المتعلقة بالسلوك الجنسي المثلي و (في غياب زواج المثليين في ذلك الوقت في القانون الفيدرالي) النظر في تقنين الاتحادات المدنية بموجب قانون الولاية.

## ملخص
| قانونية النشاط الجنسي المثلي                                                                  | (منذ عام 1990: بين الرجال، كان دوما قانوني بين النساء)           |
| المساواة في السن القانوني للنشاط الجنسي                                                       | (منذ عام 2002)                                                   |
| قوانين الإقليم لمكافحة التمييز على أساس التوجه الجنسي                                         | (منذ عام 2002)                                                   |
| قوانين الولاية لمكافحة التمييز على أساس الهوية الجندرية أو التعبير عنها                       | / (حماية لـ "تاريخ الجندر" فقط؛ منذ عام 2002)                    |
| قوانين جرائم الكراهية تشمل التوجه الجنسي                                                      | No                                                               |
| قوانين جرائم الكراهية تشمل الهوية الجندرية أو التعبير عنها                                    | No                                                               |
| قانون مناهضة تشويه السمعة                                                                     | No                                                               |
| زواج المثليين                                                                                 | (منذ عام 2017)                                                   |
| الاعتراف القانوني بالعلاقات المثلية                                                           | (منذ عام 2002)                                                   |
| تبني أحد الشريكين للطفل البيولوجي للشريك الآخر                                                | (منذ عام 2002)                                                   |
| التبني المشترك للأزواج المثليين                                                               | (منذ عام 2002)                                                   |
| يسمح للمثليين والمثليات ومزدوجي التوجه الجنسي والمتحولين جنسيا بالخدمة علناً في القوات المسلحة | Yes                                                              |
| الحق بتغيير الجنس القانوني دون الحاجة إلى إجراء جراحة إعادة تحديد الجنس                       | (منذ عام 2012، بعد قرار المحكمة العليا الأسترالية)               |
| علاج التحويل محظور على القاصرين                                                               | (مقترح)                                                          |
| برنامج إلغاء الإدانات التاريخية                                                               | (منذ عام 2018)                                                   |
| إلغاء الدفاع عند الذعر من المثليين                                                            | (منذ عام 2004)                                                   |
| الحصول على أطفال أنابيب للمثليات                                                              | (منذ عام 2002)                                                   |
| الأمومة التلقائية للطفل بعد الولادة                                                           | (منذ عام 2002)                                                   |
| تأجير الأرحام التجاري للأزواج المثليين من الذكور                                              | (غير قانوني للأزواج المغايرين كذلك)                              |
| تأجير الأرحام غير التجاري للأزواج المثليين من الذكور                                          | (الحظر الوحيد في أستراليا؛ مشروع قانون في الانتظار لإزالة الحظر) |
| السماح للرجال الذين مارسوا الجنس الشرجي التبرع بالدم                                          | / (بعد فترة تأجيل لمدة عام واحد؛ على عموم أستراليا               |